# Корез
 Тази статия е за реката във Франция.  За департамента вижте Корез (департамент).  
Корез (на френски: Corrèze) е река в централната част на Франция. Извира от Централния масив и тече на югозапад до вливането си в река Везер. Дължината на реката е 95 km, а средният отток е 21 m³/s.